# دوري آيسلندا الممتاز 1932
دوري آيسلندا الممتاز 1932 (بالآيسلندية: Efsta deild karla í knattspyrnu 1932) هو الموسم 21 من  دوري آيسلندا الممتاز. كان عدد الأندية المشاركة فيه  5، وفاز فيه ناتدبيرنوفيلاغ ريكيافيكور.